# Tesi
Tesi är en ort i Azerbajdzjan.   Den ligger i distriktet Qobustan Rayonu, i den östra delen av landet, 100 km väster om huvudstaden Baku. Tesi ligger 401 meter över havet och antalet invånare är 340.
Terrängen runt Tesi är huvudsakligen kuperad, men den allra närmaste omgivningen är platt. Tesi ligger nere i en dal. Närmaste större samhälle är Shamakhi, 18,6 km nordväst om Tesi. 
Omgivningarna runt Tesi är i huvudsak ett öppet busklandskap. Runt Tesi är det ganska glesbefolkat, med 31 invånare per kvadratkilometer.